# Situs solitus
Situs solitus é a designação atribuída ao arranjo normal dos órgãos: o coração à esquerda, o fígado à direita, o baço à esquerda, etc. Ou seja, é a assimetria normal dos órgãos.